# Fontaine-Henry
Fontaine-Henry – miejscowość i gmina we Francji, w regionie Normandia, w departamencie Calvados.
Według danych na rok 1990 gminę zamieszkiwało 448 osób, a gęstość zaludnienia wynosiła 77 osób/km² (wśród 1815 gmin Dolnej Normandii Fontaine-Henry plasuje się na 475. miejscu pod względem liczby ludności, natomiast pod względem powierzchni na miejscu 814.).